# Zoran Amar
Zoran Amar (Beograd, 6. lipnja 1954.) je srpski redatelj i filmski pedagog.

## Životopis
Zoran Amar je jedino dijete iz braka Isaka Amara i Vere (rođ. Vajda). Oboje roditelja su svoj radni vijek posvetili filmu, kazalištu i televiziji. Otac u području produkcije, a majka kao tajnica redateljstva na RTB-u. Od rođenja do 1991. godine je živio u Beogradu. Završio je Fakultet dramskih umjetnosti, Odsjek za filmsko i televizijsko redateljstvo.
Tijekom 1980-tih godina je radio veliki broj spotova za grupe beogradske rock-scene i novog vala. Za sada njegov najpoznatiji cjelovečernji film je "Šmeker" (1985.) sa Žarkom Lauševićem u glavnoj ulozi.
Jedan je od pokretača NTV Studia B.
Od 1991. godine živi u New Yorku gdje je redovni profesor na School of Visual Arts na predmetima filmske grupe.
Otac je Sare (1980.).

## Filmografija
- Moć govora (TV) (1979.)
- Piknik u Topoli (1981.)
- Indijsko ogledalo (1985.)
- Šmeker (1986.)
- Sudden Shivers (2013.)

## Vanjske poveznice
- Zoran Amar u internetskoj bazi filmova IMDb-u (engl.)
- School of Visual Arts  Arhivirana inačica izvorne stranice od 5. ožujka 2012. (Wayback Machine)